# Adamowicze (rejon grodzieński)
Adamowicze (biał. Адамавічы) – wieś na Białorusi, położona w obwodzie grodzieńskim w rejonie grodzieńskim.

## Historia
Pierwsza wzmianka pochodzi z 1559 z pomiary włócznej, w której wymieniono wieś Duże Adamowicze. Była to wieś królewska w ekonomii grodzieńskiej należąca do parafii w Grodnie. W pobliżu istniała wieś Małe Adamowicze, która należała do majątku zamkowego. W 1560 w Wielkich Adamowiczach znajdowało się jedynie pięć zagród, ich właścicielami byli Stanisław Adamowicz, Miśko Adamowicz, Paweł Narkowicz, Ermak, Miśko i Janko Panasowicz oraz Bogdan Naumowicz. W XIX wieku obie wsie połączyły się w jedną noszącą nazwę Adamowicze, należącą do wójtostwa w Łabnie, w powiecie augustowskim. W 1855 w Adamowiczach został wybudowany Kościół Wniebowzięcia Najświętszej Maryi Panny. W 1880 wieś liczyła 295 mieszkańców i 37 gospodarstw. 
Do 1939 w gminie Łabno w powiecie augustowskim. Pod okupacją (Bezirk Bialystok) istniała gmina Adamowicze.
Na miejscowym cmentarzu znajduje się grób nieznanego żołnierza Wojska Polskiego, zabitego przez Sowietów we wrześniu 1939 roku.